# Camptochaete porotrichoides
Camptochaete porotrichoides là một loài Rêu trong họ Lembophyllaceae. Loài này được (Besch.) Broth. mô tả khoa học đầu tiên năm 1907.